# Nova América
Nova América is een gemeente in de Braziliaanse deelstaat Goiás. De gemeente telt 2.278 inwoners (schatting 2009).

## Aangrenzende gemeenten
De gemeente grenst aan Crixás, Itapaci en Rubiataba.